# Cuterebra townsendi
Cuterebra townsendi är en tvåvingeart som först beskrevs av Fonseca 1941.  Cuterebra townsendi ingår i släktet Cuterebra och familjen styngflugor. Inga underarter finns listade i Catalogue of Life.